# Herzogobryum vermiculare
Herzogobryum vermiculare är en bladmossart som först beskrevs av Victor Félix Schiffner, och fick sitt nu gällande namn av Riclef Grolle. Herzogobryum vermiculare ingår i släktet Herzogobryum och familjen Gymnomitriaceae. Inga underarter finns listade i Catalogue of Life.